# 周澄 (臺灣)
周澄（1941年10月16日—2022年5月24日 ），字蓴波。生於臺灣宜蘭縣羅東鎮，書畫篆刻家。師承康灩泉、江兆申，畢業於臺灣省立師範大學藝術系。他曾於國立臺灣師範大學、國立臺灣藝術大學、文化大學等教授書畫篆刻課程。晚年於淡江大學蘭陽校區擔任駐校藝術家。
周澄的國畫類作品曾獲邀以免審查資格獲邀參加第五屆全國美展，亦曾獲吳三連文藝創作獎、中興文藝獎、歷史博物館金質獎章；篆刻作品曾獲第七屆台灣美展第一名、中山文藝創作獎。1999年獲英國喬治亞大學榮譽藝術博士學位、2003年任臺灣藝術振興院院士，並於2018年獲頒中國文藝協會榮譽文藝獎章（藝術類）。

## 生平
1941年生於臺灣宜蘭羅東。13歲考進宜蘭縣立頭城中學初中部，同年在父親的引領下拜謁康灩泉門下學習書法，同時加入了「頭城八六書畫會」學習千家詩 ，奠下書法、詩詞的基礎。16歲時直升高中部就讀，師事楊乾鐘學習西畫技法，並受教於江兆申習得中國書畫知識 。
1961年周澄考進臺灣省立師範大學藝術系（今臺灣師範大學美術系）就讀，大學一年級時未申請到宿舍，受江兆申邀約至家中暫居一年，課餘期間跟隨其研習書畫、篆刻並研讀詩詞、史書，因此成為首位靈漚館入室弟子，二人的師生緣分延續四十年。
在學院的專業訓練上，周澄大學三年級時受林玉山、黃君璧、王壯為等師長啟發，偏重書畫金石創作。1964年周澄受聘為大日本書藝院鑑查員，同年獲邀以國畫免審查資格參加教育部主辦之第5屆全國美展，當時他23歲。
1969年周澄成立蓴波書畫篆刻研究室並授徒，1973年首次辦理個展，於家人的支持下走向專業藝術創作。1970年代中期，周澄陸續與青壯輩篆刻、書畫家組成了換鵝會、拾閒畫會、六六畫會、印證小集（1995年更名臺灣印社）；在1980年代中期，他與臺師大美術系的教師與校友組成元墨畫會，同時也參與了由周澄畫室學員組成的春聲畫會。他也曾任中學、大學美術科教師；美術館、藝術雜誌顧問；亦擔任多項藝術獎賽評審。在個展方面，他是首位應邀到北京故宮展出的台灣藝術家，2003年應邀於北京故宮博物院繪畫館展出。

## 藝術創作
周澄擅長繪畫、書法和金石領域，同時也涉略詩文創作。繪畫領域，周澄奉行石濤名言「蒐盡奇峰打草稿」，將遊歷融入畫作並加以創新，運用不同的皴法、色感發展出具有現代特質的筆墨賦彩 。書法領域，選定單一碑帖為母體（楷書以歐陽詢、隸書以張遷碑為主），融會其他碑帖風格後，發展出自己的書藝特色 。篆刻領域，從明清流派印上溯秦漢璽印，兼擅各體，在印文佈局上富有變化。詩文創作 ，撰寫小品散文談繪畫與篆刻藝術創作，兼及少部分旅遊雜記、碑帖作品的欣賞跋文，以及詠嘆山川的題畫詩等。